# Остриё бритвы
«Остриё бритвы» (англ. The Razor’s Edge) — роман Сомерсета Моэма, изданный в 1944 году. Роман описывает эпоху между двумя мировыми войнами, давая яркую характеристику разным слоям европейского и северо-американского общества. Вошёл в список бестселлеров по версии Publishers Weekly за 1944 год в США.
Название романа происходит от перевода стиха в «Катха-упанишаде», перефразированного в эпиграфе книги следующим образом: «Трудно пройти по острию бритвы; так же труден, говорят мудрецы, путь, ведущий к Спасению».
В центре сюжета — история Ларри Даррелла, американского пилота, травмированного опытом в Первой мировой войне, который отправляется на поиски какого-то смысла в своей жизни. История начинается глазами друзей и знакомых Ларри, когда они видят, как его личность меняется после войны. Его отказ от обыденности и поиск значимого опыта позволяют ему развиваться, в то время как более материалистические персонажи страдают от превратностей судьбы. Книга была дважды экранизирована, сначала в 1946 году,  а затем в 1984-м с Биллом Мюрреем в главной роли.

## Сюжет
Моэм начинает с того, что характеризует свою историю не как роман, а как тонко завуалированное правдивое повествование. Оно включает себя в качестве второстепенного персонажа, писателя, который дрейфует в жизни основных персонажей. Образ жизни Ларри Даррелла на протяжении всей книги контрастирует с образом жизни дяди его невесты, Эллиота Темплтона, американского эмигранта, живущего в Париже, мелкого и приземлённого, но щедрого сноба. Например, в то время как католицизм Темплтона заключается в поклонении внешним атрибутам церкви и показном благочестии, склонности Ларри тяготеют к фламандскому мистику 13-го века Иоанну Рейсброкскому.
Раненый и травмированный смертью товарища на войне, Ларри возвращается в Чикаго к своей невесте, Изабель Брэдли, только чтобы объявить, что он не планирует искать оплачиваемую работу и вместо этого будет «бездельничать» на своем небольшом наследстве. Он хочет отсрочить их брак и отказывается от предложения Генри Мэтьюрина, отца его друга Грея, работать биржевым маклером.  Тем временем подруга детства Ларри, Софи, вступает в счастливый брак, позже трагически теряя мужа и ребёнка в автокатастрофе.
Ларри переезжает в Париж и погружается в учёбу и богемную жизнь. После двух лет этого «безделья» Ларри навещает Изабель и просит присоединиться к его жизни странствий и поисков, жизни в Париже и путешествий с небольшими деньгами. Она не может принять его видение жизни и разрывает их помолвку, чтобы вернуться в Чикаго. Там она выходит замуж за миллионера Грея, который обеспечивает ей богатую семейную жизнь. Тем временем Ларри отправляется в странствие по Европе, устраиваясь на работу на угольную шахту в Лансе, где сближается с бывшим офицером польской армии по имени Кости.
Влияние Кости побуждает Ларри искать ответы на свои вопросы в духовной жизни, а не в книгах. Ларри и Кости покидают угольную шахту и некоторое время путешествуют вместе, прежде чем расстаться. Тогда Ларри встречает бенедиктинского монаха по имени отец Энсхайм в Бонне, который временно покинул свой монастырь, занимаясь академическими исследованиями. Проведя несколько месяцев с бенедиктинцами и будучи не в состоянии примирить их концепцию Бога со своей собственной, Ларри нанимается работать на океанский лайнер и оказывается в Бомбее.
Ларри проходит через серьёзные духовные поиски в Индии и возвращается в Париж. То, что он действительно нашёл в Индии, и то, что он, наконец, заключил, долгое время скрывается от читателя, пока в сцене в конце книги Моэм не обсуждает Индию и духовность с Ларри в кафе до позднего вечера. Он начинает главу словами: «Считаю своим долгом предупредить читателя, что он спокойно может пропустить эту главу, не утеряв сюжетной нити, которую мне ещё предстоит дотянуть. Глава эта — почти целиком пересказ разговора, который у меня состоялся с Ларри. Впрочем, должен добавить, что, если бы не этот разговор, я бы, возможно, вообще не стал писать эту книгу.» Затем Моэм посвящает читателя в философию адвайты и показывает, как через глубокую медитацию и контакт с Бхагаваном Раманой Махарши, искусно замаскированным под Шри Ганешу в романе, Ларри продолжает осознавать Бога — в процессе обретения освобождения от цикла человеческих страданий, рождения и смерти, которому подвержены остальные земные существа.
Крах фондовой биржи 1929 года разорил Грея, он и Изабель приглашены жить в большом парижском доме её дяди Эллиота Темплтона. Грей страдает мучительными мигренями — симптомами общего нервного расстройства. Ларри в состоянии помочь ему, используя индийскую форму гипнотического внушения. Софи также перебралась во французскую столицу, где друзья находят её пристрастившейся к алкоголю, опиуму и беспорядочным, пустым и опасным связям, которые, кажется, помогают ей заглушить боль от потери семьи. Ларри сначала намеревается спасти её, а затем решает жениться на ней — план, который не нравится Изабель, которая все ещё любит его.
Изабель соблазняет Софи бутылкой зубровки, и она, не выдержав, снова начинает пить и исчезает из Парижа. Моэм делает вывод об этом, увидев Софи в Тулоне, где она вернулась к курению опиума и беспорядочным половым связям. Позднее полиция допрашивает его после того, как Софи была найдена убитой (её полуголое тело с раной на шее вытащили рыбаки), а в её комнате обнаружили подписанную им книгу и тома Бодлера и Рембо.
Тем временем, в Антибе, Эллиот Темплтон пребывает на смертном одре. Несмотря на то, что он на протяжении всей своей жизни навязчиво искал аристократического общества, никто из его титулованных друзей не приходит к нему, что делает его угрюмым и сердитым. Но его взгляд на смерть тем не менее позитивен: «В Европе я всегда вращался в лучших кругах и не сомневаюсь, что буду вращаться в лучших кругах на небе». Изабель наследует его состояние, но искренне скорбит по дяде. Моэм упрекает её, выяснив роль Изабель в падении Софи. Единственным наказанием Изабель будет то, что она больше никогда не увидит Ларри, который решил вернуться в Америку и жить как обычный рабочий человек. Он не заинтересован в богатой и гламурной жизни, в которую вступает Изабель. Моэм заканчивает свое повествование, предполагая, что все персонажи получили то, что хотели в конце: «Эллиот — доступ в высокие сферы; Изабель — прочное положение в культурном и деятельном общественном кругу, подкрепленное солидным капиталом; Грей — постоянное прибыльное дело и к тому же контору, где проводит время от девяти до шести часов; <…> Софи — смерть, а Ларри — счастье».

## Основные герои
Изабель (англ. Isabel) — дочь из американской респектабельной, но не слишком богатой семьи дипломатов, при выборе будущего мужа разрывается между советами близких и собственными ощущениями, сталкивается с дилеммой достатка и чувств, думает следовать ли мнению общества или стоит поступать и жить по-своему.
Эллиот Темплтон (англ. Elliott Templeton) — дядя Изабеллы, классический образец сноба и человека, полностью проникнутого жизнью высшего общества. Постепенно поднявшийся практически из низов, Элиот стал завсегдатаем высших светских мероприятий, законодателем мод и вкусов. Живущий только по строгим правилам светского общества, Элиот видит мир только сквозь линзы социальных условностей и предрассудков.
Ларри Даррелл (англ. Larry Darrell) — жених Изабеллы, военный лётчик в Первой мировой войне. Отвергнув предложение о начале перспективной карьеры брокера в Чикаго, он отправляется в странствия в поисках себя, душевных открытий, гармонии с миром.

## Экранизация
Существует две экранизации романа в США:
- 1946 — «Остриё бритвы», в главной роли Тайрон Пауэр
- 1984 — «Остриё бритвы[англ.]», в главной роли Билл Мюррей